# Phân rã proton

Phân rã proton.

Trong vật lý hạt, phân rã proton (tiếng Anh: proton decay) là một dạng giả thuyết phân rã hạt, trong đó proton phân rã thành các hạt hạ nguyên tử nhẹ hơn, chẳng hạn như pion trung tính và positron. Giả thuyết phân rã proton lần đầu tiên được Andrei Sakharov đưa ra vào năm 1967. Mặc dù đã có những nỗ lực thực nghiệm đáng kể, nhưng sự phân rã proton chưa bao giờ được quan sát thấy. Nếu proton phân rã qua một positron, thì chu kỳ bán rã của proton sẽ bị hạn chế ít nhất là 167×1034 năm.
Theo Mô hình Chuẩn, proton, một loại baryon, ổn định vì số baryon (số quark) được bảo toàn (trong trường hợp bình thường; xem chiral anomaly để biết ngoại lệ). Do đó, các proton sẽ không tự phân rã thành các hạt khác, vì chúng là baryon nhẹ nhất (và do đó có ít năng lượng nhất). Phát xạ positron và bắt giữ electron – các dạng phân rã phóng xạ trong đó một proton trở thành neutron – không phải là sự phân rã proton, vì proton tương tác với các hạt khác trong nguyên tử.
Một số lý thuyết thống nhất lớn ngoài Mô hình Chuẩn phá vỡ đối xứng số baryon một cách rõ ràng, cho phép các proton phân rã thông qua hạt Higgs, đơn cực từ hoặc boson X với chu kỳ bán rã từ 1031 tới 1036 năm. Để so sánh, vũ trụ có độ tuổi khoảng 1,38 × 1010 năm.
Xuyên hầm lượng tử có thể là một trong những cơ chế phân rã proton.